# Cuatresia
Cuatresia, maleni biljni rod krumpirovki smješten u podtribus  Withaniinae, dio tribusa Physalideae. Pripada mu 18 vrsta, uglavnom grmova i polugrmova raširenih od Meksika preko Srednje Amerike na jug do Perua i Bolivije. Jedini karipski endem je Cuatresia albertovelozii iz Dominikanske Republike
Tipična je Cuatresia plowmanii Hunz. Rod je opisan u Kurtziana 10: 15–18. 1977.

## Vrste
1. Cuatresia albertovelozii Zanoni & Jiménez Rodr.
2. Cuatresia amistadensis D.A.Soto & A.K.Monro
3. Cuatresia anomala N.W.Sawyer & C.I.Orozco
4. Cuatresia colombiana Hunz.
5. Cuatresia cuneata (Standl.) Bohs
6. Cuatresia cuspidata (Dunal) Hunz.
7. Cuatresia exiguiflora (D'Arcy) Hunz.
8. Cuatresia foreroi Hunz.
9. Cuatresia fosteriana Hunz.
10. Cuatresia garciae Hunz.
11. Cuatresia glomeruflorula Canal & C.I.Orozco
12. Cuatresia harlingiana Hunz.
13. Cuatresia hunzikeriana (Benítez & M.Martínez) N.W.Sawyer
14. Cuatresia morii (D'Arcy) Sousa-Peña ex Bohs
15. Cuatresia physalana C.I.Orozco & W.Vargas
16. Cuatresia plowmanii Hunz.
17. Cuatresia riparia (Kunth) Hunz.
18. Cuatresia trianae Hunz.